# Újezd u Přelouče
Obec Újezd u Přelouče se nachází na samém severozápadě okresu Pardubice, kraj Pardubický, zhruba 8 km severozápadně od Přelouče a 7 km jjv. od Chlumce nad Cidlinou. Žije zde 236 obyvatel.

## Historie
První písemná zmínka o obci pochází z roku 1299. Ke zdejšímu kostelu měli ve 2. polovině 14. století podací právo kromě vladyků z Klamoše také vladykové, kteří seděli v Újezdě – Oneš a Jan (1361), Ješek Diblík (1370) a Markvart (1412–1418). Od 15. století tvořil Újezd součást chlumeckého (hradišťsko-žiželického) panství. Není doložena existence tvrze.
V 16. století byla k Újezdu přičleněna dříve samostatná ves Ostrovnice, doložená roku 1397. Ještě v roce 1841 zde přetrvávaly jen 4 usedlosti, rozmístěné po západní straně návsi. Východní strana návsi s nepravidelným průběhem uliční čáry byla nezastavěná.
Před rokem 1654 se v Újezdě nacházelo 10 usedlostí a 2 domky (včetně Ostrovnice). Ves měla nepravidelnou, koncentrickou náves, která byla zastavěna rozvolněně a pouze po dvou stranách. 
Od roku 1534 byl majitelem dědičného panství chlumeckého a zástavního panství hradišťského s městečkem Žiželice Jan z Pernštejna. Ten roku 1547 postoupil celé území Pocidliní (chlumecké, hradišťské a novobydžovské panství) císaři Ferdinandu I.

## Pamětihodnosti

### Kostel svatého Jiljí
Pamětní kniha str. 32: Starobylé památné budovy ve zdejší obci.
Nejstarší památnou budovou jest zdejší filiální kostel sv. Jiljí. Farář Jan Foff, zakladatel farní kroniky ve Vápně – založené r. 1836 – uvádí v této, že ve starých při požáru Vápenské fary uhořelých kronikách, bylo zaznamenáno, že již před rokem 1384 byl v Újezdě (také Oujezdě či Aujezdě, jehož původní starý název jest však Újezd) kostel zasvěcený sv. Jiljí, kdy však před tím byl postaven, není známo. Roku 1606 měl tento kostel svého vlastního faráře, jménem Mathyas Linzer von Schönwerg, za něhož byl kostel tento při luteránských nepokojích katolíkům ukraden a luteráni si sem dosadili svého kazatele. Za nedlouho byl však zase vrácen katolíkům. Časem se stal kostel tento filiálním kostelem (původně byl farní) v Žiželicích, až v roce 1721 se stal filiálním kostelem ve Vápně. V té době, a to r. 1699 vyhořel kostel v Kolesách a zvony z tohoto převezeny do Chlumce k sv. Trojici.
Kaple při zdejším kostele přistavěna roku 1703. Roku 1836 při založení farní kroniky uvádí pisatel, že „v Újezdě jest filiální kostel, stavěný z kamene, šindelem pokrytý, s malou vížkou a zvonečkem (sanktusník). V nynější době (r. 1925) kostel tento jest pěně zvenčí obílen, střecha opravena (pod taškovou krytbou), s věží plechem obitou. Uvnitř omalován (r. 1913). Na hlavním oltáři vkusně vyřezávaný rám s obrazem sv. Jiljí, pozlacen, po každé straně oltáře anděl. Rovněž postranní malé oltáře nově natřeny (oltář s obrazem Ježíše Krista postaven za správy Václava Volejníka, kostelníka a rychtáře zdejšího roku 1707).
V roce 1967 proběhla oprava fasády kostela. V roce 1970 následovaly opravy oltářů, na nichž pracovali akademičtí sochaři a restaurátoři pánové Stádník a Duchek z Prahy. V roce 1974 byla generálně opravena věž: vyměněny ztrouchnivělé trámy a bylo provedeno celé oplechování. Poslední velká oprava se konala v roce 1985, kdy byla přeložena střešní krytina a opravena fasáda na západní straně. Vše za aktivní účasti tehdejšího faráře pana Josefa Pohorského – hlavního organizátora. Taktéž zajistil generální opravu varhan na přelomu let 1992-1993, které pocházejí z roku 1855.
Podoba kostela
Kostel stojí při západním okraji návsi. Jeho exteriér a interiér je barokní, presbytář má gotické obvodové zdi. Kostel je svou dispozicí podobný kostelu ve Vápně. Vnitřní loď kostela má plochý strop, drobný sanktuář v severní zdi presbytáře má výšku 60 cm a šířku 40 cm. Je hrotitě završen a jeho štukové lemování vybíhá nahoře do náznaku oslího hřbetu. V jižní stěně presbytáře je zachován výklenek o výšce 78 cm a šířce 60 cm. Ten je završen taktéž výrazně sbíhavým hrotitým obloukem, který je ve svém vrcholu zaoblený. Presbytář je od lodi oddělen půlkruhovým triumfálním obloukem a je sklenut jedním polem barokní křížové klenby a výsečemi závěru.

### Dřevěná zvonice
Pamětní kniha str. str. 33:

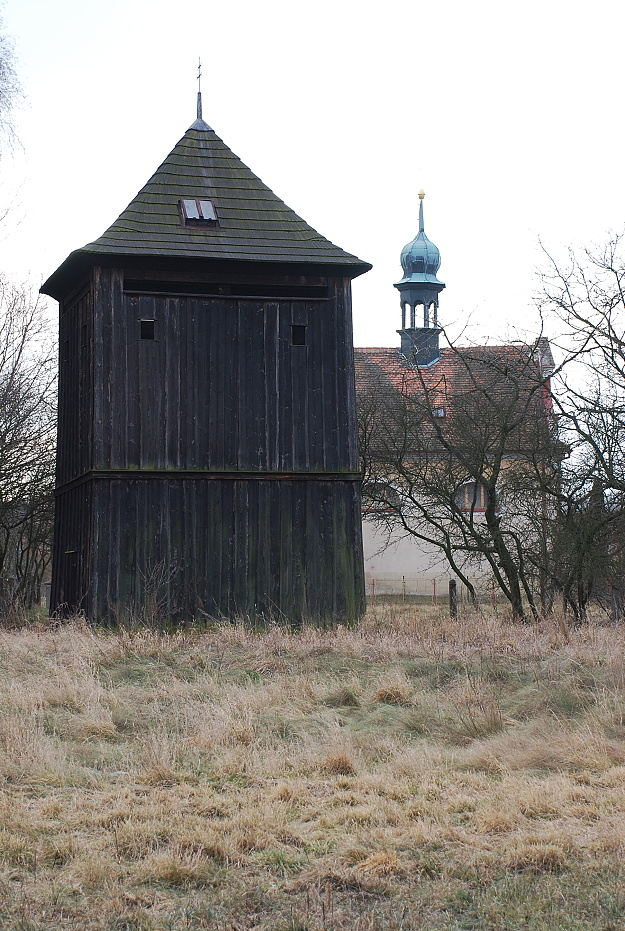
Dřevěná zvonice při kostele sv. Jiljí

Kdy byla zvonice postavena není známo, děje se však o ní zmínka v uvedené farní kronice, že roku 1576 měla dva zvony, jeden 12q, druhý 5q těžký. Roku 1828 byla tato opravena, snížila se (ježto před tím byla o mnoho vyšší), pokryta byla šindelem a obita prkny. Stav tento jest i v nynější době, jest zde však již jen jeden zvon. Malý byl převezen za války r. 1916 do Vápna a jest tam dosud (tzn. r. 1925, ale i nyní r. 2008). Zvonění poledne a klekání přináleželo k čp. 8, tradice tato trvala až do poloviny 90. let minulého století, kdy pro špatný zdravotní stav zvoník z bezpečnostních důvodů přestal tuto službu konat. Tento poslední zvoník zemřel v lednu 2008. (Zvonice byla v sedmdesátých letech minulého století, taktéž zásluhou faráře Pohorského, zcela opravena.)

### Výklenková kaple
Kaplička s obrazem Matky Boží zřízena byla kolem roku 1737 a postavil ji Matěj Šimák z čp. 1, jeden z nejstarších usedlíků v Újezdě. (Z vyprávění prý byla poděkováním za záchranu dítěte, před kterým se v tom místě zastavil vůz se splašenými koňmi.) Kaplička byla po 270 letech v roce 1977 zbourána z důvodu výstavby silnice.